# Neolindleya camtschatica
Neolindleya camtschatica ist die einzige Art der monotypischen Pflanzengattung Neolindleya innerhalb der Familie der Orchideen (Orchidaceae). Sie kommt im östlichen Asien vor.

## Beschreibung und Ökologie
Neolindleya camtschatica ist eine kräftige, aufrecht wachsende, ausdauernde krautige Pflanze und kann Wuchshöhen von bis zu 1 Meter erreichen. Die für Orchideen typischen Wurzelknollen sind bei dieser Art weitgehend reduziert, sie sind klein und langgestreckt, am Ende sind sie nicht in eine Wurzel verlängert. Zur Blütezeit ist keine Blattrosette vorhanden. Die zahlreichen Stängelblätter sind rundlich, mit gewelltem Rand, sie erreichen bis zu 20 Zentimeter Durchmesser. Im Gegensatz zur nahe verwandten Gattung Galearis sind immer mehr als zwei Stängelblätter vorhanden.
Die Blüten sind relativ klein, aber zahlreich, sie sitzen oberhalb von grünen, lanzettlichen Tragblättern. Ihre seitlichen Sepalen sind abstehend, die mittlere bildet mit den Petalen einen lockeren Helm über der sehr kurzen, kompakten Griffelsäule. Die Lippe ist von charakteristischer Form, sie ist langgestreckt, länger als breit, und parallelseitig, am Ende in drei kleine, zipfelartige Lappen ausgezogen, wobei die seitlichen Lappen größer sind als der mittlere. Der nektarlose Sporn ist abwärts gerichtet. Die Blüten sind, meist einfarbig, in verschiedenen Schattierungen von Purpurviolett gefärbt. Trotz der auffallenden Blüten wird Autogamie angenommen.
Der diploide Chromosomensatz wird mit 2n = 36 bis 38 angegeben.

## Vorkommen
Neolindleya camtschatica kommt in Südkorea (hier sehr selten), im Norden von Honshū, auf Hokkaidō, den Kurilen und im südlichen Teil von Kamtschatka vor.
Neolindleya camtschatica wächst in lichten Wäldern, an Waldrändern, und in halbschattigen Wiesen und Grasländern. Sie kommt auch in gestörten Habitaten, wie an Straßenrändern, vor. Im größten Teil ihres Verbreitungsgebiets gilt sie als nicht selten. Sie kommt in Russland zusammen mit Platanthera tipuloides, Platanthera metabifolia und Dactylorhiza aristata vor.

## Taxonomie
Die Stellung und Zugehörigkeit dieser Art wird kontrovers diskutiert. Zahlreiche Autoren ordnen sie den Gattungen Galearis (so in der Kew World Checklist), Gymnadenia oder Platanthera zu. Eine neuere molekulare Studie, anhand des Vergleichs homologer DNA-Sequenzen, ergaben eine Klade aus den Gattungen Aceratorchis (monotypisch), Aorchis (3 Arten), Galearis und Neolindleya, die zusammen die Schwestergruppe zur Gattung Platanthera bilden., dies bestätigt frühere Untersuchungen mit geringerer Taxonabdeckung Obwohl die Autoren sich sehr vorsichtig äußern (Unter Berücksichtigung der geringen Unterstützung für die Klade, schlagen wir versuchsweise vor, die drei anderen Gattungen unter Galearis zu fassen. Dies muss in späteren Untersuchungen aber noch überprüft werden), nahmen viele Autoren dies zum Anlass, die kleineren Gattungen unter Galearis zu synonymisieren. Da in allen Studien diese Art außerhalb von Galearis s. str. steht, wären diese aber auch mit einer separaten Gattungszuordnung verträglich.
Ein Synonym ist Neolindleya decipiens (Lindl.) Kraenzl.